# Shardha Ghule
Shardha Ghule (* 3. Juni 1991) ist eine indische Leichtathletin, die sich auf den Weitsprung spezialisiert hat, gelegentlich aber auch im Dreisprung an den Start geht.

## Sportliche Laufbahn
Ihren ersten internationalen Wettkampf bestritt Shardha Ghule im Jahr 2008, als sie bei den Commonwealth Youth Games in Pune mit einer Weite von 13,11 m die Goldmedaille im Dreisprung gewann. 2010 gewann er bei den Juniorenasienmeisterschaften in Hanoi mit 6,05 m die Bronzemedaille im Weitsprung. 2016 nahm sie an den Südasienspielen in Guwahati teil und gewann dort mit 6,19 m die Silbermedaille hinter ihrer Landsfrau Mayookha Johny.
In den Jahren 2012 und 2015 wurde Ghule indische Meisterin im Weitsprung.

## Persönliche Bestleistungen
- Weitsprung: 6,36 m (−0,5 m/s), 10. September 2012 in Chennai
- Dreisprung: 13,18 m, 24. Juni 2012 in Hyderabad